# Danh sách loài nhện trong họ Uloboridae
Danh sách này liệt kê các loài nhện trong họ Uloboridae theo chi.

## Ariston
Ariston O. P.-Cambridge, 1896
- Ariston albicans O. P.-Cambridge, 1896
- Ariston aristus Opell, 1979
- Ariston mazolus Opell, 1979
- Ariston reticens Gertsch & Davis, 1942

## Astavakra
Astavakra Lehtinen, 1967
- Astavakra sexmucronata (Simon, 1893)

## Conifaber
Conifaber Opell, 1982
- Conifaber guarani Grismado, 2004
- Conifaber parvus Opell, 1982
- Conifaber yasi Grismado, 2004

## Daramulunia
Daramulunia Lehtinen, 1967
- Daramulunia gibbosa (L. Koch, 1872)
- Daramulunia tenella (L. Koch, 1872)

## Hyptiotes
Hyptiotes Walckenaer, 1837
- Hyptiotes affinis Bösenberg & Strand, 1906
- Hyptiotes akermani Wiehle, 1964
- Hyptiotes analis Simon, 1892
- Hyptiotes cavatus (Hentz, 1847)
- Hyptiotes dentatus Wunderlich, 2008
- Hyptiotes fabaceus Dong, Zhu & Yoshida, 2005
- Hyptiotes flavidus (Blackwall, 1862)
- Hyptiotes gertschi Chamberlin & Ivie, 1935
- Hyptiotes himalayensis Tikader, 1981
- Hyptiotes indicus Simon, 1905
- Hyptiotes paradoxus (C. L. Koch, 1834)
- Hyptiotes puebla Muma & Gertsch, 1964
- Hyptiotes solanus Dong, Zhu & Yoshida, 2005
- Hyptiotes tehama Muma & Gertsch, 1964
- Hyptiotes xinlongensis Liu, Wang & Peng, 1991

## Lubinella
Lubinella Opell, 1984
- Lubinella morobensis Opell, 1984

## Miagrammopes
Miagrammopes O. P.-Cambridge, 1870
- Miagrammopes albocinctus Simon, 1892
- Miagrammopes alboguttatus F. O. P.-Cambridge, 1902
- Miagrammopes albomaculatus Thorell, 1891
- Miagrammopes animotus Chickering, 1968
- Miagrammopes aspinatus Chickering, 1968
- Miagrammopes auriventer Schenkel, 1953
- Miagrammopes bambusicola Simon, 1893
- Miagrammopes bifurcatus Dong et al., 2004
- Miagrammopes birabeni Mello-Leitão, 1945
- Miagrammopes biroi Kulczyński, 1908
- Miagrammopes bradleyi O. P.-Cambridge, 1874
- Miagrammopes brasiliensis Roewer, 1951
- Miagrammopes brevicaudus O. P.-Cambridge, 1882
- Miagrammopes brevior Kulczyński, 1908
- Miagrammopes brooksptensis Barrion & Litsinger, 1995
- Miagrammopes cambridgei Thorell, 1887
- Miagrammopes caudatus Keyserling, 1890
- Miagrammopes ciliatus Petrunkevitch, 1926
- Miagrammopes constrictus Purcell, 1904
- Miagrammopes correai Piza, 1944
- Miagrammopes corticeus Simon, 1892
- Miagrammopes cubanus Banks, 1909
- Miagrammopes extensus Simon, 1889
- Miagrammopes fasciatus Rainbow, 1916
- Miagrammopes ferdinandi O. P.-Cambridge, 1870
- Miagrammopes flavus (Wunderlich, 1976)
- Miagrammopes gravelyi Tikader, 1971
- Miagrammopes gulliveri Butler, 1876
- Miagrammopes guttatus Mello-Leitão, 1937
- Miagrammopes indicus Tikader, 1971
- Miagrammopes intempus Chickering, 1968
- Miagrammopes kirkeensis Tikader, 1971
- Miagrammopes lacteovittatus Mello-Leitão, 1947
- Miagrammopes larundus Chickering, 1968
- Miagrammopes latens Bryant, 1936
- Miagrammopes lehtineni (Wunderlich, 1976)
- Miagrammopes licinus Chickering, 1968
- Miagrammopes longicaudus O. P.-Cambridge, 1882
- Miagrammopes luederwaldti Mello-Leitão, 1925
- Miagrammopes maigsieus Barrion & Litsinger, 1995
- Miagrammopes mexicanus O. P.-Cambridge, 1893
- Miagrammopes molitus Chickering, 1968
- Miagrammopes oblongus Yoshida, 1982
- Miagrammopes oblucus Chickering, 1968
- Miagrammopes orientalis Bösenberg & Strand, 1906
- Miagrammopes paraorientalis Dong, Zhu & Yoshida, 2005
- Miagrammopes pinopus Chickering, 1968
- Miagrammopes plumipes Kulczyński, 1911
- Miagrammopes poonaensis Tikader, 1971
- Miagrammopes raffrayi Simon, 1881
- Miagrammopes rimosus Simon, 1886
- Miagrammopes romitii Caporiacco, 1947
- Miagrammopes rubripes Mello-Leitão, 1949
- Miagrammopes scoparius Simon, 1891
- Miagrammopes sexpunctatus Simon, 1906
- Miagrammopes similis Kulczyński, 1908
- Miagrammopes simus Chamberlin & Ivie, 1936
- Miagrammopes singaporensis Kulczyński, 1908
- Miagrammopes spatulatus Dong et al., 2004
- Miagrammopes sutherlandi Tikader, 1971
- Miagrammopes thwaitesi O. P.-Cambridge, 1870
- Miagrammopes tonatus Chickering, 1968
- Miagrammopes trailli O. P.-Cambridge, 1882
- Miagrammopes unguliformis Dong et al., 2004
- Miagrammopes unipus Chickering, 1968
- Miagrammopes viridiventris Strand, 1911
- Miagrammopes zenzesi (Mello-Leitão, 1945)

## Octonoba
Octonoba Opell, 1979
- Octonoba ampliata Dong, Zhu & Yoshida, 2005
- Octonoba aurita Dong, Zhu & Yoshida, 2005
- Octonoba basuensis Hu, 2001
- Octonoba biforata Zhu, Sha & Chen, 1989
- Octonoba dentata Dong, Zhu & Yoshida, 2005
- Octonoba digitata Dong, Zhu & Yoshida, 2005
- Octonoba grandiconcava Yoshida, 1981
- Octonoba grandiprojecta Yoshida, 1981
- Octonoba longshanensis Xie et al., 1997
- Octonoba okinawensis Yoshida, 1981
- Octonoba paralongshanensis Dong, Zhu & Yoshida, 2005
- Octonoba paravarians Dong, Zhu & Yoshida, 2005
- Octonoba rimosa Yoshida, 1983
- Octonoba senkakuensis Yoshida, 1983
- Octonoba serratula Dong, Zhu & Yoshida, 2005
- Octonoba sinensis (Simon, 1880)
- Octonoba spinosa Yoshida, 1982
- Octonoba sybotides (Bösenberg & Strand, 1906)
- Octonoba taiwanica Yoshida, 1982
- Octonoba tanakai Yoshida, 1981
- Octonoba uncinata Yoshida, 1981
- Octonoba varians (Bösenberg & Strand, 1906)
- Octonoba wanlessi Zhang, Zhu & Song, 2004
- Octonoba yaeyamensis Yoshida, 1981
- Octonoba yaginumai Yoshida, 1981
- Octonoba yesoensis (Saito, 1934)
- Octonoba yoshidai Tanikawa, 2006

## Orinomana
Orinomana Strand, 1934
- Orinomana ascha Grismado, 2000
- Orinomana bituberculata (Keyserling, 1881)
- Orinomana galianoae Grismado, 2000
- Orinomana mana Opell, 1979

## Philoponella
Philoponella Mello-Leitão, 1917
- Philoponella alata Lin & Li, 2008
- Philoponella angolensis (Lessert, 1933)
- Philoponella arizonica (Gertsch, 1936)
- Philoponella bella Opell, 1979
- Philoponella collina (Keyserling, 1883)
- Philoponella congregabilis (Rainbow, 1916)
- Philoponella cymbiformis Xie et al., 1997
- Philoponella divisa Opell, 1979
- Philoponella fasciata (Mello-Leitão, 1917)
- Philoponella gibberosa (Kulczyński, 1908)
- Philoponella herediae Opell, 1987
- Philoponella hilaris (Simon, 1906)
- Philoponella lingulata Dong, Zhu & Yoshida, 2005
- Philoponella lunaris (C. L. Koch, 1839)
- Philoponella mollis (Thorell, 1895)
- Philoponella nasuta (Thorell, 1895)
- Philoponella nigromaculata Yoshida, 1992
- Philoponella operosa (Simon, 1896)
- Philoponella oweni (Chamberlin, 1924)
- Philoponella pantherina (Keyserling, 1890)
- Philoponella para Opell, 1979
- Philoponella pisiformis Dong, Zhu & Yoshida, 2005
- Philoponella pomelita Grismado, 2004
- Philoponella prominens (Bösenberg & Strand, 1906)
- Philoponella quadrituberculata (Thorell, 1892)
- Philoponella raffrayi (Simon, 1891)
- Philoponella ramirezi Grismado, 2004
- Philoponella republicana (Simon, 1891)
- Philoponella sabah Yoshida, 1992
- Philoponella semiplumosa (Simon, 1893)
- Philoponella signatella (Roewer, 1951)
- Philoponella subvittata Opell, 1981
- Philoponella tingens (Chamberlin & Ivie, 1936)
- Philoponella truncata (Thorell, 1895)
- Philoponella variabilis (Keyserling, 1887)
- Philoponella vicina (O. P.-Cambridge, 1899)
- Philoponella vittata (Keyserling, 1881)
- Philoponella wuyiensis Xie et al., 1997

## Polenecia
Polenecia Lehtinen, 1967
- Polenecia producta (Simon, 1873)

## Purumitra
Purumitra Lehtinen, 1967
- Purumitra australiensis Opell, 1995
- Purumitra grammica (Simon, 1893)

## Siratoba
Siratoba Opell, 1979
- Siratoba referens (Muma & Gertsch, 1964)
- Siratoba sira Opell, 1979

## Sybota
Sybota Simon, 1892
- Sybota abdominalis (Nicolet, 1849)
- Sybota atlantica Grismado, 2001
- Sybota compagnuccii Grismado, 2007
- Sybota mendozae Opell, 1979
- Sybota osornis Opell, 1979
- Sybota rana (Mello-Leitão, 1941)

## Tangaroa
Tangaroa Lehtinen, 1967
- Tangaroa beattyi Opell, 1983
- Tangaroa dissimilis (Berland, 1924)
- Tangaroa tahitiensis (Berland, 1934)

## Uloborus
Uloborus Latreille, 1806
- Uloborus albescens O. P.-Cambridge, 1885
- Uloborus albofasciatus Chrysanthus, 1967
- Uloborus albolineatus Mello-Leitão, 1941
- Uloborus ater Mello-Leitão, 1917
- Uloborus aureus Vinson, 1863
- Uloborus barbipes L. Koch, 1872
- Uloborus berlandi Roewer, 1951
- Uloborus bigibbosus Simon, 1905
- Uloborus bispiralis Opell, 1982
- Uloborus campestratus Simon, 1893
- Uloborus canescens C. L. Koch, 1844
- Uloborus canus MacLeay, 1827
- Uloborus conus Opell, 1982
- Uloborus crucifaciens Hingston, 1927
- Uloborus cubicus (Thorell, 1898)
- Uloborus danolius Tikader, 1969
- Uloborus diversus Marx, 1898
- Uloborus eberhardi Opell, 1981
- Uloborus elongatus Opell, 1982
- Uloborus emarginatus Kulczyński, 1908
- Uloborus ferokus Bradoo, 1979
- Uloborus filidentatus Hingston, 1932
- Uloborus filifaciens Hingston, 1927
- Uloborus filinodatus Hingston, 1932
- Uloborus formosus Marx, 1898
- Uloborus furunculus Simon, 1906
- Uloborus georgicus Mcheidze, 1997
- Uloborus gilvus (Blackwall, 1870)
- Uloborus glomosus (Walckenaer, 1842)
- Uloborus guangxiensis Zhu, Sha & Chen, 1989
- Uloborus humeralis Hasselt, 1882
  - Uloborus humeralis marginatus Kulczyński, 1908
- Uloborus inaequalis Kulczyński, 1908
- Uloborus jabalpurensis Bhandari & Gajbe, 2001
- Uloborus jarrei Berland & Millot, 1940
- Uloborus kerevatensis Opell, 1991
- Uloborus khasiensis Tikader, 1969
- Uloborus krishnae Tikader, 1970
- Uloborus leucosagma Thorell, 1895
- Uloborus limbatus Thorell, 1895
- Uloborus llastay Grismado, 2002
- Uloborus lugubris (Thorell, 1895)
- Uloborus metae Opell, 1981
- Uloborus minutus Mello-Leitão, 1915
- Uloborus modestus Thorell, 1891
- Uloborus montifer Marples, 1955
- Uloborus niger Mello-Leitão, 1917
- Uloborus oculatus Kulczyński, 1908
- Uloborus parvulus Schmidt, 1976
- Uloborus penicillatoides Xie et al., 1997
- Uloborus pictus Thorell, 1898
- Uloborus pinnipes Thorell, 1877
- Uloborus planipedius Simon, 1896
- Uloborus plumipes Lucas, 1846
  - Uloborus plumipes javanus Kulczyński, 1908
- Uloborus plumosus Schmidt, 1956
- Uloborus pseudacanthus Franganillo, 1910
- Uloborus pteropus (Thorell, 1887)
- Uloborus rufus Schmidt & Krause, 1995
- Uloborus scutifaciens Hingston, 1927
- Uloborus segregatus Gertsch, 1936
- Uloborus sexfasciatus Simon, 1893
- Uloborus spelaeus Bristowe, 1952
- Uloborus strandi (Caporiacco, 1940)
- Uloborus tenuissimus L. Koch, 1872
- Uloborus tetramaculatus Mello-Leitão, 1940
- Uloborus trifasciatus Thorell, 1890
- Uloborus trilineatus Keyserling, 1883
- Uloborus umboniger Kulczyński, 1908
- Uloborus undulatus Thorell, 1878
  - Uloborus undulatus indicus Kulczyński, 1908
  - Uloborus undulatus obscurior Kulczyński, 1908
  - Uloborus undulatus pallidior Kulczyński, 1908
- Uloborus vanillarum Vinson, 1863
- Uloborus velutinus Butler, 1882
- Uloborus villosus Keyserling, 1881
- Uloborus viridimicans Simon, 1893
- Uloborus walckenaerius Latreille, 1806

## Waitkera
Waitkera Opell, 1979
- Waitkera waitakerensis (Chamberlain, 1946)

## Zosis
Zosis Walckenaer, 1842
- Zosis costalimae (Mello-Leitão, 1917)
- Zosis geniculata (Olivier, 1789)
  - Zosis geniculata altissima (Franganillo, 1926)
  - Zosis geniculata fusca (Caporiacco, 1948)
  - Zosis geniculata humilis (Franganillo, 1926)
  - Zosis geniculata quadripunctata (Franganillo, 1926)
  - Zosis geniculata similis (Franganillo, 1926)
  - Zosis geniculata timorensis (Schenkel, 1944)
- Zosis peruana (Keyserling, 1881)